# SAMARK
SAMARK var en svensk arkitektfirma med kontor i Malmö och Stockholm. Sedan 2011 ingår företaget i LINK arkitektur AB.
SAMARK Arkitektur & Design AB hade sitt ursprung i Jaenecke & Samuelsson Arkitektkontor AB i Malmö. Arkitektkontoret ägdes av arkitekterna Stefan Bergkvist och Peder Lindblad.
En byggnad med akutmottagning och infektionsklinik för Universitetssjukhuset Mas i Malmö, ritad av C.F. Møller i Århus och med SAMARK som underkonsult, nominerades för 2010 år Kasper Salinprris.

## Projekt i urval
- 1970 Lidingö stadshus
- 1994-2001 Om- och tillbyggnader av Olympiastadion i Helsingborg
- 2008-10 Kvarteret Dimman, Barkgatan/Friisgatan i Malmö
- 2009-10 Villa Skeppner i Båstad
- 2009- Medical College Extension i Riyadh i Saudiarabien